# Etterretningstjenesten
Etterretningstjenesten (tidligere Forsvarets etterretningstjeneste, også kaldt E-tjenesten) er Norges civile og militære udenrigsefterretningstjeneste og har det koordinerende og rådgivende ansvar for al efterretningsvirksomhed i det norske forsvar. Etterretningstjenesten indhenter, bearbejder og analyserer information som vedrører norske interesser i forhold til fremmede magter, organisationer og individer. Hensigten med indhentningen er at give de norske beslutningstagere et solidt grundlag i sager som gælder udenrigs-, sikkerheds- og forsvarspolitik. Chefen for Etterretningstjenesten er direkte underlagt den norske forsvarschef.

## Historie
Forsvarets overkommando blev etableret under 2. verdenskrig i London den 6. februar 1942 af den norske eksilregering. Forsvarets etterretningstjeneste var på det tidspunkt en del af Forsvarets overkommando, som omfattede både etterretnings- og sikkerhedstjenesten. De var samlet benævnt Forsvarets Overkommandos 2. avdeling. Gennem organisationen XU blev der i løbet af krigen etableret et netværk på mere end 200 agenter og et kontaktnetværk på mere end 1.800 informanter.
Etterretningstjenestens opgave var under krigen at indhente information om forholdene i det besatte Norge. Sikkerhetstjenesten (der senerehen blev til Politiets Sikkerhetstjeneste) varetog derimod kontrollen med alle dem som var aktivt med i modstandskampen ude og hjemme. En grundigere historisk skildring af Forsvarets Etterretningstjeneste i perioden 1945 til 1970 forefindes i professor Olav Riste og direktør for Norges Hjemmefrontmuseum på Akershus fæstning, Arnfinn Molands bog, Strengt hemmelig (ISBN 82-00-12769-9).
Efter krigen blev tjenesten flyttet hjem til Norge og fortsatte arbejdet. E-tjenesten tilpassede sig det nye trusselsbillede mod Norge og senere også NATO. Som en følge af flytningen, fik sikkerhetstjenesten nye opgaver. Trusselsbilledet var uændret under hele den kolde krig. I 1965 blev E- og S-staben adskilt, de var derefter hvert sit stabsled dog fortsat under Forsvarets overkommando - med Forsvarschefen som øverste chef.
Igennem hele den kolde krig holdt Forsvarets Etterretningstjeneste en meget lav medieprofil. I de lukkede miljøer i de hemmelige tjenester var dette en normal procedure. Forskellige hændelser bragte fra tid til anden E-tjenesten frem i medierne, men på trods af dette forblev tjenesten omgivet af tavshed og mystik. Senere har Etterretningstjenesten åbnet noget op for offentligheden, blandt andet på grund af de offentlige udvalg som granskede tjenesterne i 1990'erne. Stortingets undersøgelsesudvalg for de hemmelige tjenester, Lund-kommisjonen, ledet af højesteretsdommer Ketil Lund, fandt at E-tjenesten generelt havde udført et respektabelt arbejde under den kolde krig i kommisionens afrapportering i 1996.
Forsvarsminister Jørgen Kosmo tog initiativet til en række nye love for Etterretningstjenesten og Sikkerhetstjenesten. Disse lovforslag blev fremført i april 1997. og vedtaget i 1998.
Forsvarets Etterretningstjeneste har både været en stab under Forsvarets overkommando og en selvstændig tjeneste. Den 1. august 2003 ændrede Forsvarets Etterretningstjeneste navn til Etterretningstjenesten i forbindelse med en omstrukturering i Forsvaret. Navnet tilsvarer det som er brugt i Lov og Instruks om Etterretningstjenesten. Samtidig med navneændringen fik E-tjenesten sit eget våbenskjold.

## Chefer for Etterretningstjenesten efter krigen
- 1942–1946 Oberst Alfred Roscher Lund
- 1946–1966 Oberst Vilhelm Evang
- 1966–1970 Oberst Johan Berg
- 1970–1975 Oberst Reidar Torp
- 1975–1977 Oberst Sven Aage Hauge|Sven Hauge
- 1977–1979 Oberst Fredrik Bull-Hansen
- 1979–1985 Kontreadmiral Jan Ingebrigtsen
- 1985–1988 Kontreadmiral Egil Eikanger
- 1988–1993 Generalmajor Alf Roar Berg
- 1993–1998 Generalmajor Olav Bjerke
- 1998–2002 Generalmajor Jan Fredrik Blom
- 2002–2009 Generalløytnant Torgeir Hagen
- 2010–2015 Generalløytnant Kjell Grandhagen
- 2016- Generalløytnant Morten Haga Lunde

## Tidligere FO II
FO II var den sædvanlige forkortelse for "Forsvarets Overkommandos 2. avdeling", efterretningsafdelingen, fra 1942 til 1947. Afdelingen skiftede navn i 1947 til Forsvarsstabens etterretningsavdeling, Fst II.
Ifølge bogen Fiendebilde Wollweber. Svart propaganda i kald krig af forskeren Lars Borgersrud havde afdelingen ved udgangen af krigen udviklet sig til FOs største afdeling med 223 ansatte, hvoraf de fleste befandt sig i London. Afdelingen blev ledet af oberstløjtnant Alfred Roscher Lund og havde over 200 uddannede agenter og over 1.800 hjælpere og kurerer.
Afdelingen spionerede ikke kun på tyskerne, men også på kommunister og de venstreorienterede miljøer i og udenfor Norge. Organisationen afsluttede indhentningen rettet mod Tyskland, men fortsatte de andre aktiviteter efter krigens afslutning med nedsat styrke. Fra 1946 overtog major (senere oberstløjtnant) Vilhelm Evang ledelsen.

## Stay Behind
Arbejdet med det officielle Stay Behind-system blev initieret af forsvarschef Jens Chr. Hauge i 1948. Grundlaget for opbygningen af organisationen var det arbejde som var iværksat af Femmandsgruppen i samarbejde med Etterretningstjenesten.
I 1950 blev organisationen operativ, ledet af Jens H. Nordlie.
Organisationen bestod af tre elementer:
- Rocambole (ROC) som bestod af små grupper med hemmelige lagre af våben og andet udstyr. Disse grupper skulle begå sabotage mod fjendtlige mål på okkuperet norsk område samt sikre faciliteter som fortsat var under norsk kontrol.
- Lindus som var et netværk af efterretningsagenter og en gruppe som skulle evakuere visse grupper af norsk og allieret personel hvis landet blev angrebet.
- Blue Mix var et netværk som skulle hente allierede soldater som var havnet bag fjendens linjer, eksempelvis piloter som måtte nødlande eller hoppe ud i faldskærm.

Fra 1950 blev finansieringen af systemet delt mellem USA, Storbritannien og Norge, dette fortsatte frem til slutningen af 1960'erne da den udenlandske støtte bortfaldt og okkupationsberedskabet blev videreført udelukkende med norske midler. Norske myndigheder lagde vægt på at Stay Behind-apparatet udelukkende skulle være under national kontrol.
De norske «Stay Behind»-grupper var del af et større billede. I eftertiden er det særlig to begreber som står som et fælles begreb for disse hemmelige enheder: Stay Behind eller – mere udbredt – Operation Gladio (efter den italienske variant, som var den første som blev offentligt kendt). Sådanne grupper blev oprettet fra 1948 i Belgien (kodenavn SDRA8), Frankrig, Grækenland, Italien (Organizzazione Gladio), Luxembourg, Nederlandene (I&O), Portugal (Aginter), Spanien, Tyrkiet (Counter-Guerrilla) og Tyskland (TD BDJ). Lignende grupper blev også oprettet i neutrale europæiske lande som Finland, Sverige, Schweiz (P26) og Østrig (OWSGV).
Det blev besluttet at nedlægge den del af beredskabet der drejede sig om sabotage i 1983. I løbet af de næste par år blev alle lagre med våben og udstyr som var spredt rundt i Norge afviklet.
I første omgange blev der første omgang rekrutteret folk med erfaring fra 2. verdenskrig til "Stay Behind". Efterfølgende rekrutterede man erfarne og betroede officerer med egnet militær baggrund til organisationens nøglestillinger. Betegnelsen «Stay Behind» blev ændret til Okkupationsberedskab (E 14). Til den landsdækkende del af beredskabsorganisationen rekrutterede man nordmænd med forskellige baggrunde.
Omfanget af enkeltpersoners tilknytning til, og i lang tid også selve eksistensen af «Stay Behind-grupperne» var hemmelige.
Fra 1971 blev uddannelsen af feltpersonellet i stor grad knyttet til et specielt uddannelsescenter hvor det har været gennemført en efterretningsmæssig uddannelse med udgangspunkt i en tænkt okkupationssituation. "Stay Behind" og senere "Okkupationsberedskabet" har altid været underlagt Forsvarets Etterretningstjeneste. Chefen for okkupationsberedskabsorganisationen har rapporteret om styrkens virke til chefen for Forsvarets Etterretningstjeneste (SJE). SJE har igen rapporteret videre til Forsvarssjefen og Forsvarsministeren.
Hemmeligholdelsen af «Stay Behind»-grupperne blev vanskeliggjort i Norge i 1978, da et våbenlager der var placeret hos Hans Otto Meyer blev opdaget i forbindelse med en politiefterforskning omkring et hjemmebrænderi.

## Sektionen for speciel indhenting
Sektionen for speciel indhentning (Seksjon for spesiell innhenting, E 14), var en norsk efterretningsgruppe etableret i 1995. Gruppen opererede adskilt fra resten af Etterretningstjenesten. Gruppen havde til hensigt at styrke sikkerheden omkring de norske styrker som var udstationeret på Balkan. Andre agenter gjorde tjeneste i Mellemøsten og Afrika. E 14 var navnet på det nedlagte norske «Stay Behind»-netværk med kodenavn ROC.

## Faciliteter
Tjenesten råder over en række faciliteter:
- Lutvann (Oslo):
  - Hovedkvarter, administration, bearbejdning og analyse af indhentet data.
  - Forsvarets Etterretningshøgskole (FEH)
- Langkaia (Oslo):
  - Forsvarets militærgeografiske tjeneste (FMGT)
- Andøya (Nordland)
  - Tidligere SOSUS-station, formodet ACINT-station.
- Fauske (Nordland)
  - SIGINT-station (TELINT og ELINT).
- Kirkenes (Finnmark)
  - Formodet ELINT og NUCINT-station
- Vardø (Finnmark):
  - Globus II-radar (HAVE STARE) og en formodet SIGINT-station (både ELINT og COMINT)
- Ringerike
  - Satellitindhentningsstation.

Stationerne i Kirkenes, Vardø og Vadsø er alle placeret nær den norsk-russiske grænse nær Severomorsk i Murmansk oblast på Kolahalvøen, den primære flådestation for den sovjetiske- og nu den russiske flåde.
Derudover råder tjenesten over efterretningsskibet F/S Marjata.